# Krasankowate
Krasankowate (Cercopidae) – rodzina pluskwiaków z podrzędu cykadokształtnych. Obejmuje około 1500 opisanych gatunków. Nimfy żerują, chroniąc się za pomocą pienistej wydzieliny. Owady dorosłe często mają jaskrawy wzór w ubarwieniu.

## Opis

Budowa dorosłego osobnika. A: przyoczka, B: ciemię, C: czułek, D: oko złożone, F: przedplecze, H: tarczka, K: skrzydło przednie (tegmina), I: międzykrywka, J: przykrywka, L: stopa, M: golenie, N: uda.

Pluskwiaki o delikatnie i gęsto owłosionym ciele. Często mają jaskrawy wzór barwny na przednich skrzydłach, przedpleczu, głowie, a czasem odnóżach. Wzór ten może wykazywać zmienność wewnątrzgatunkową. Głowa wyposażona jest w kuliste oczy złożone oraz parę przyoczek, położonych na ciemieniu, ale z dala od jego krawędzi. Panewki czułkowe są płytkie i nie zakrywają nasadowych członów czułków. Długość i szerokość tarczki są mniej więcej równe. Płytka subgenitalna jest u gatunków ze Starego Świata wolna lub częściowo zlana z pygoforem, a u gatunków z Nowego Świata całkowicie z nim zlana.

## Biologia i występowanie

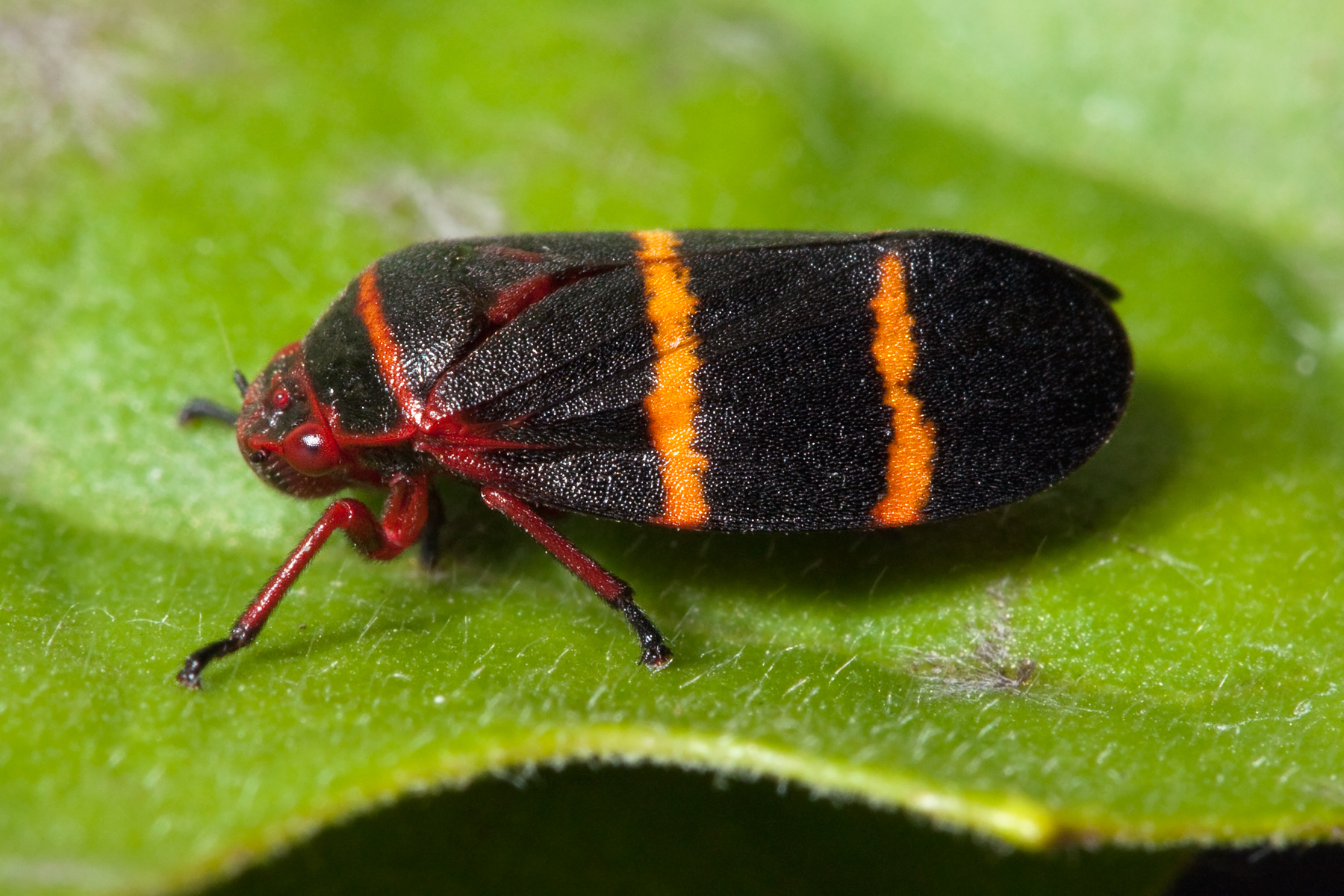
Prosapia bicincta

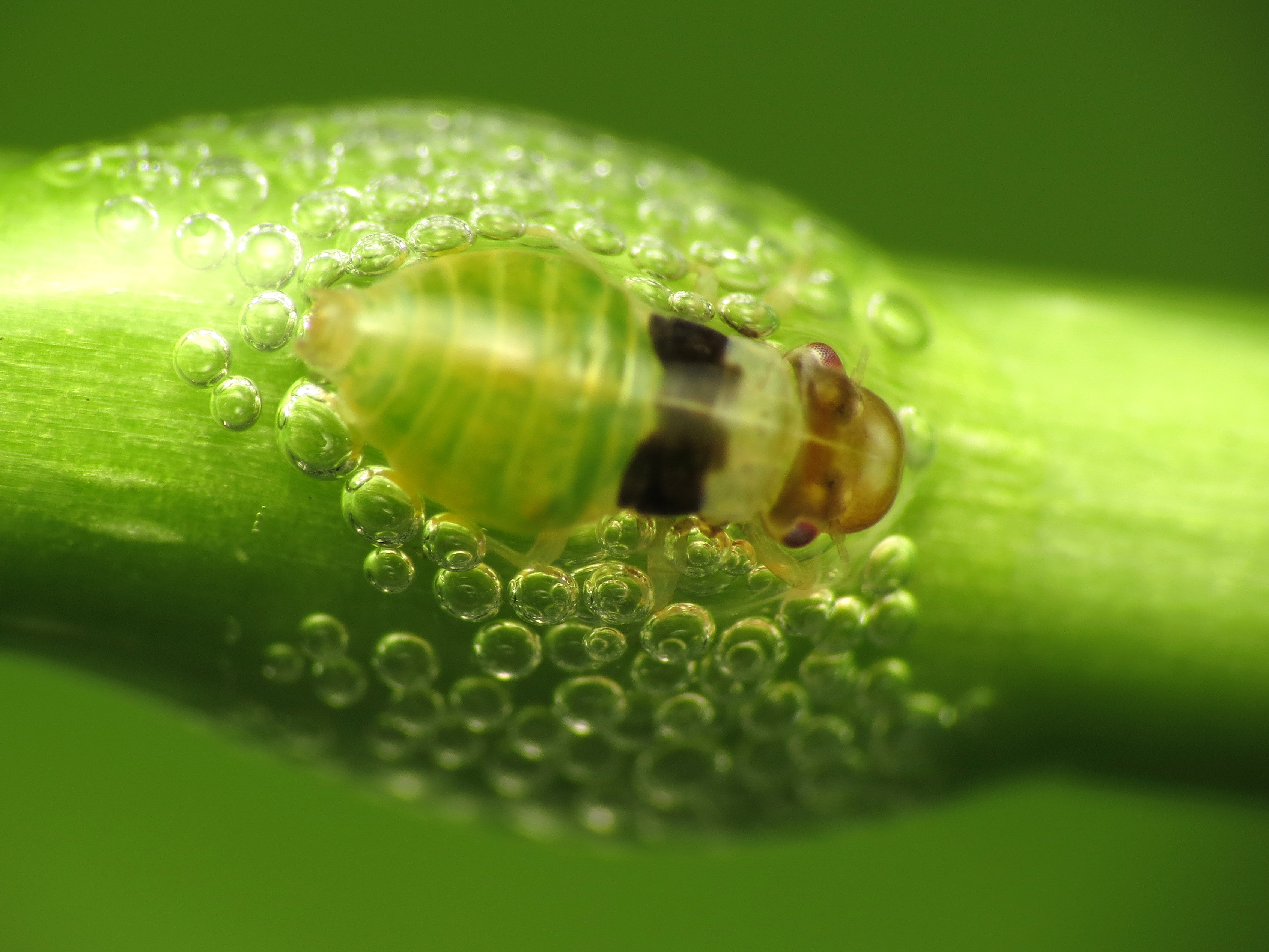
Nimfa produkująca pianę

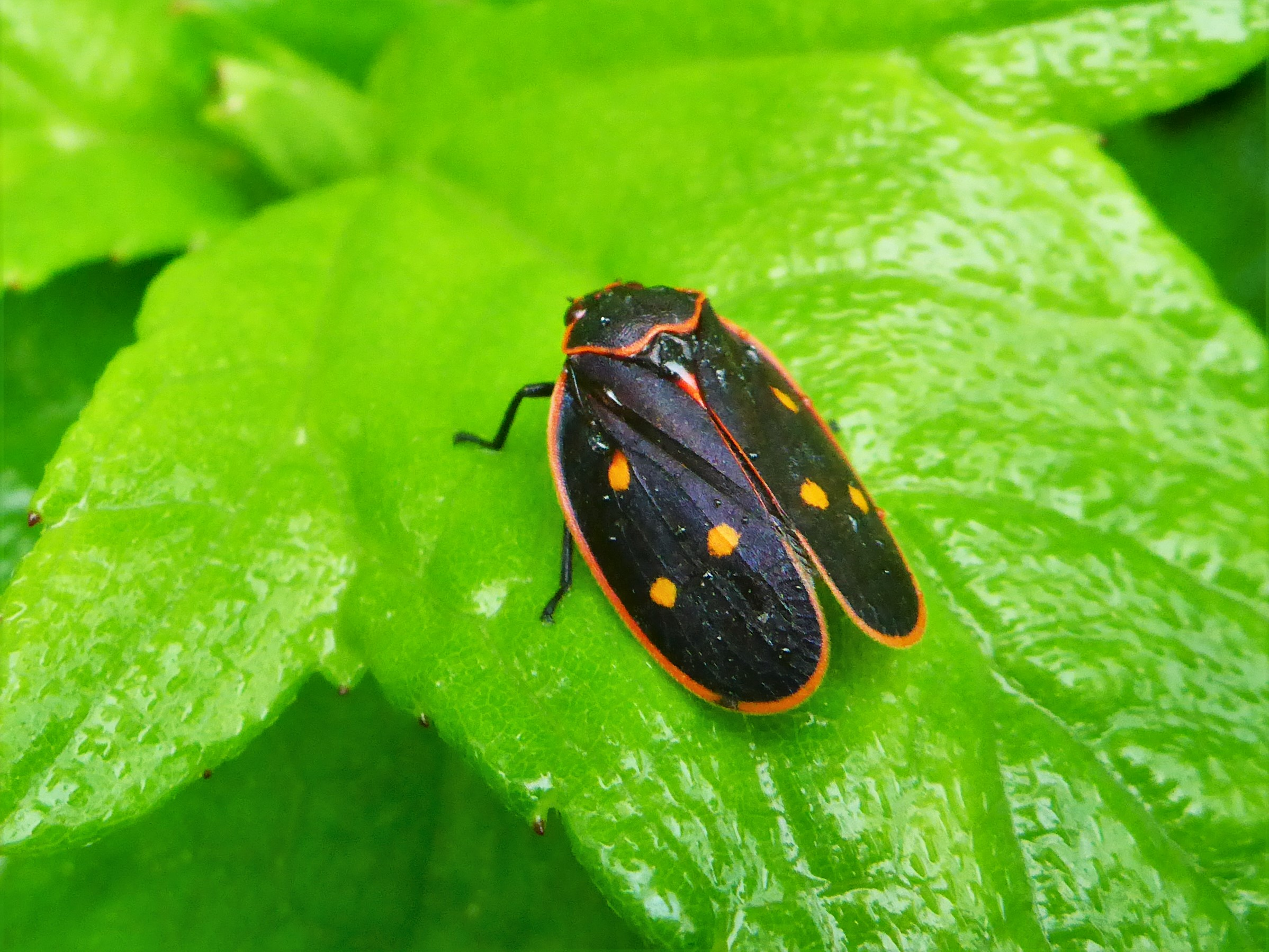
Iphirhina sepulchralis

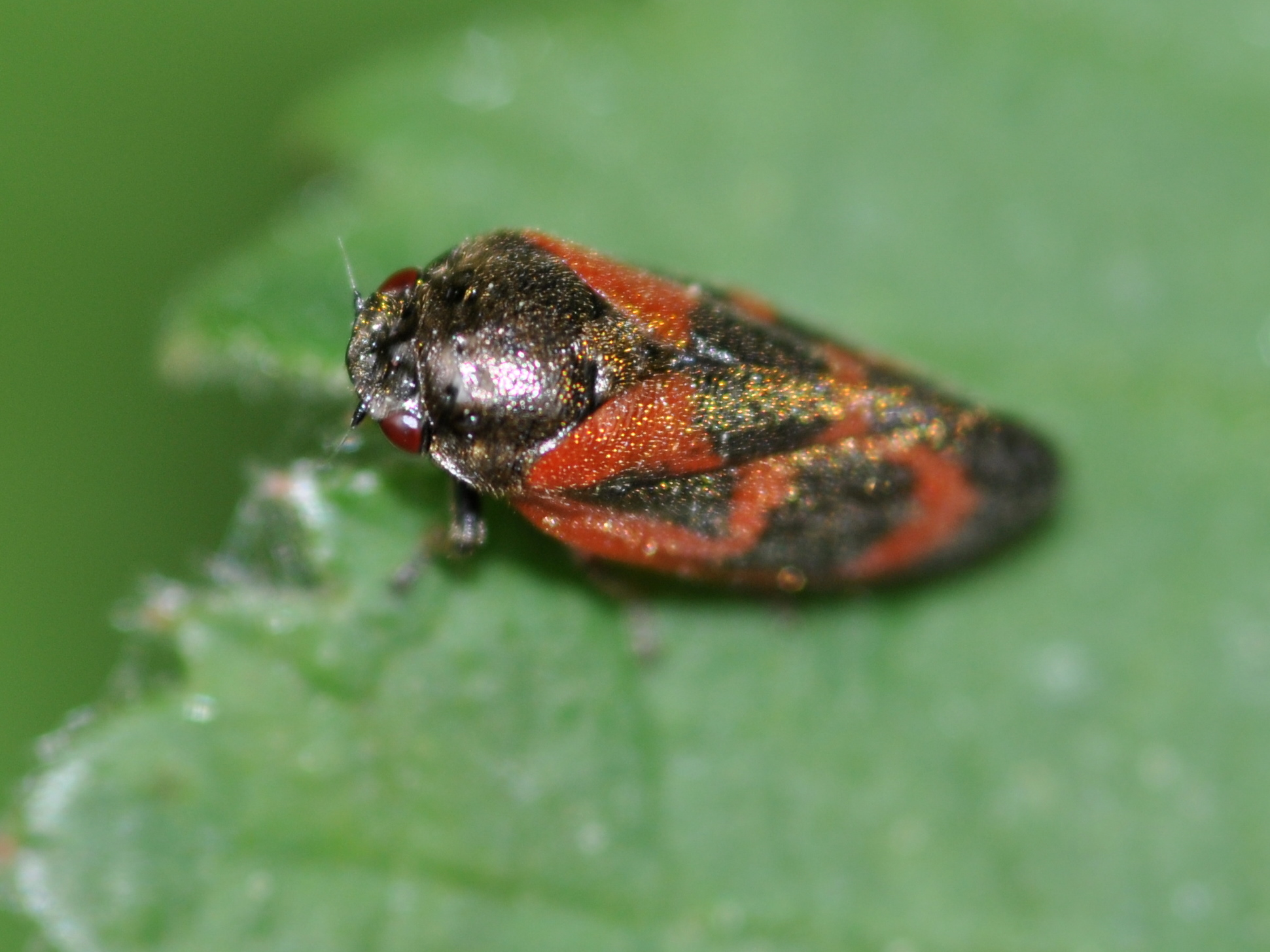
Haematoloma dorsata

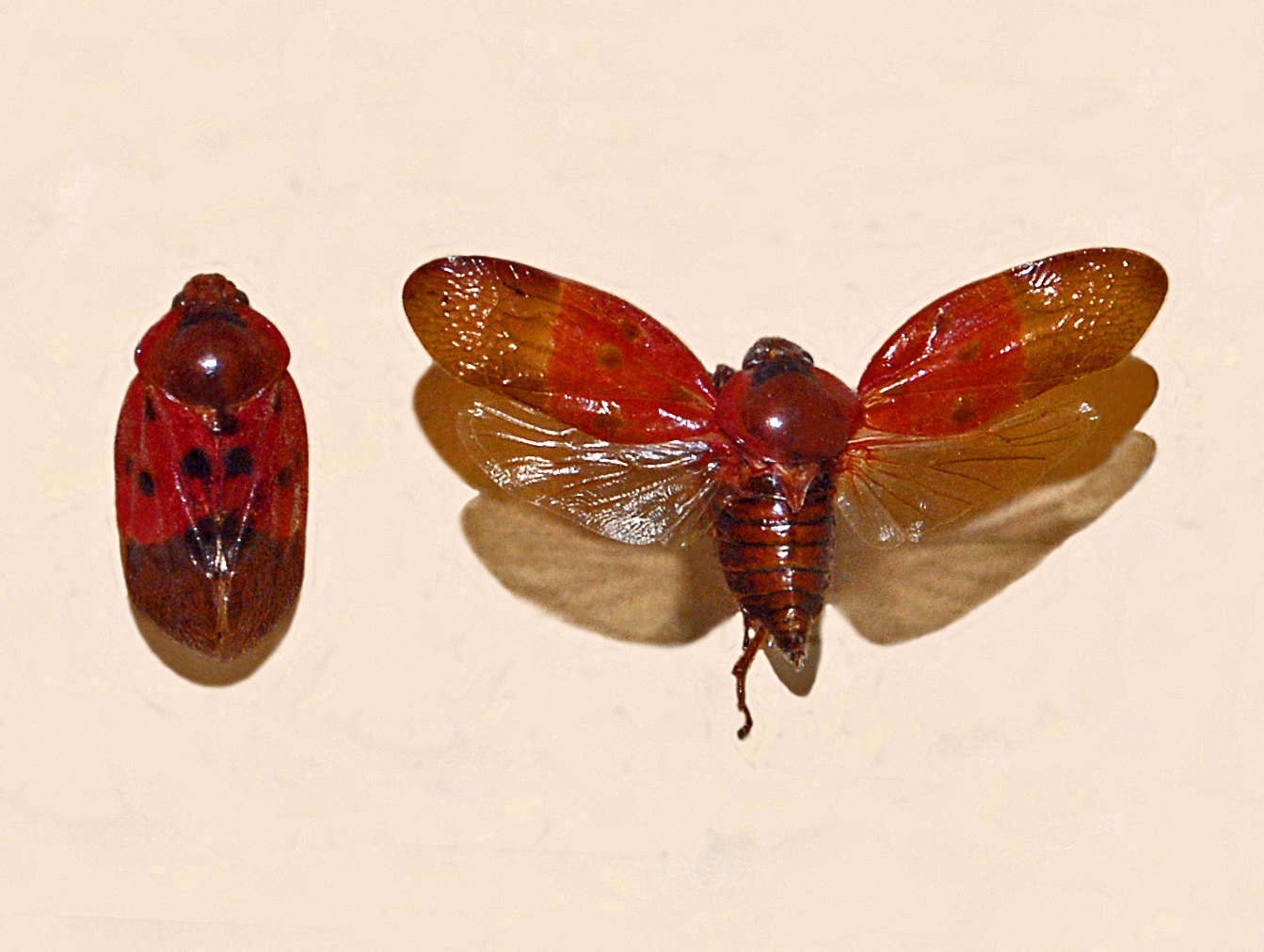
Leptataspis discolor

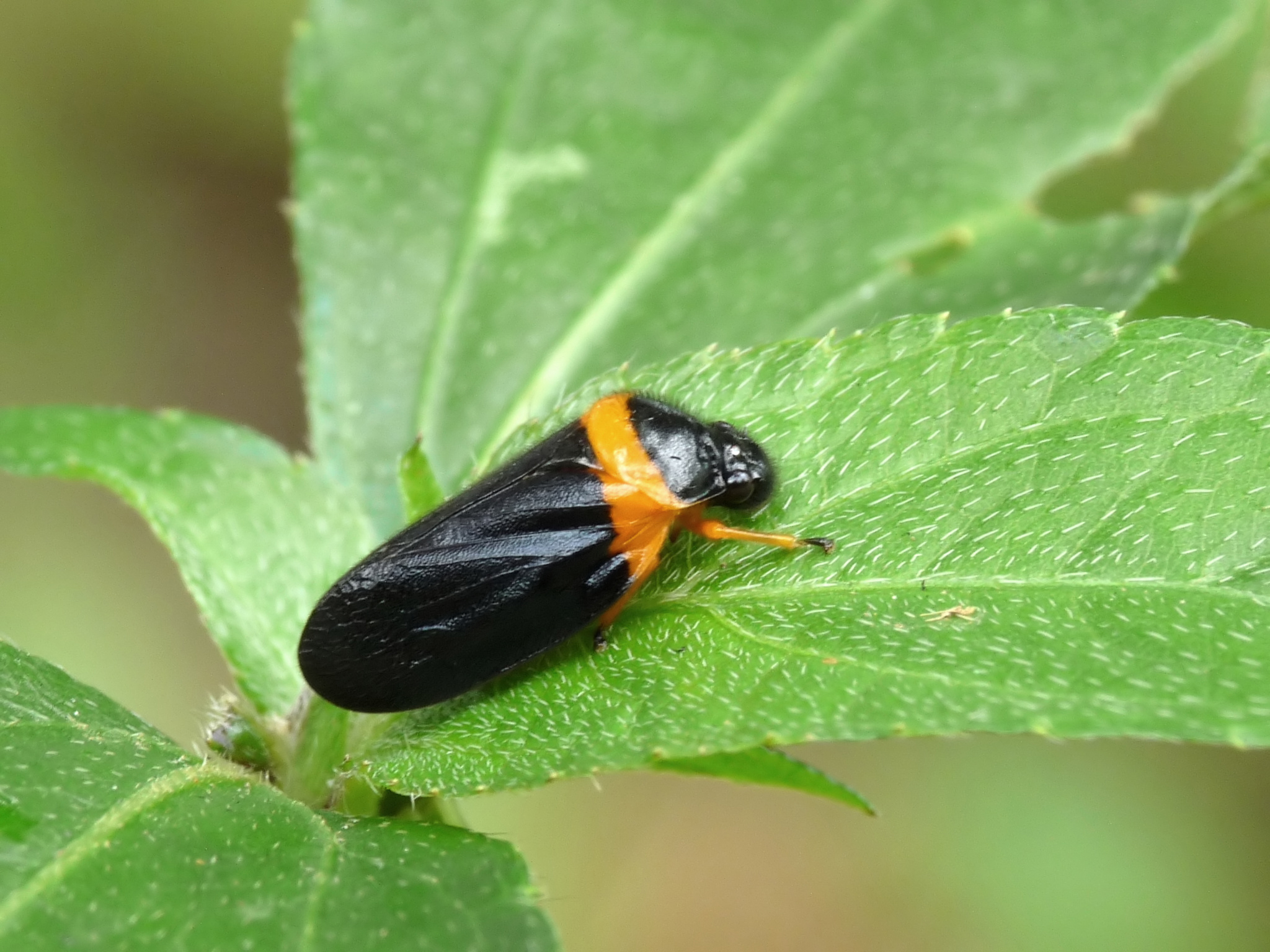
Phymatostetha deschampsi

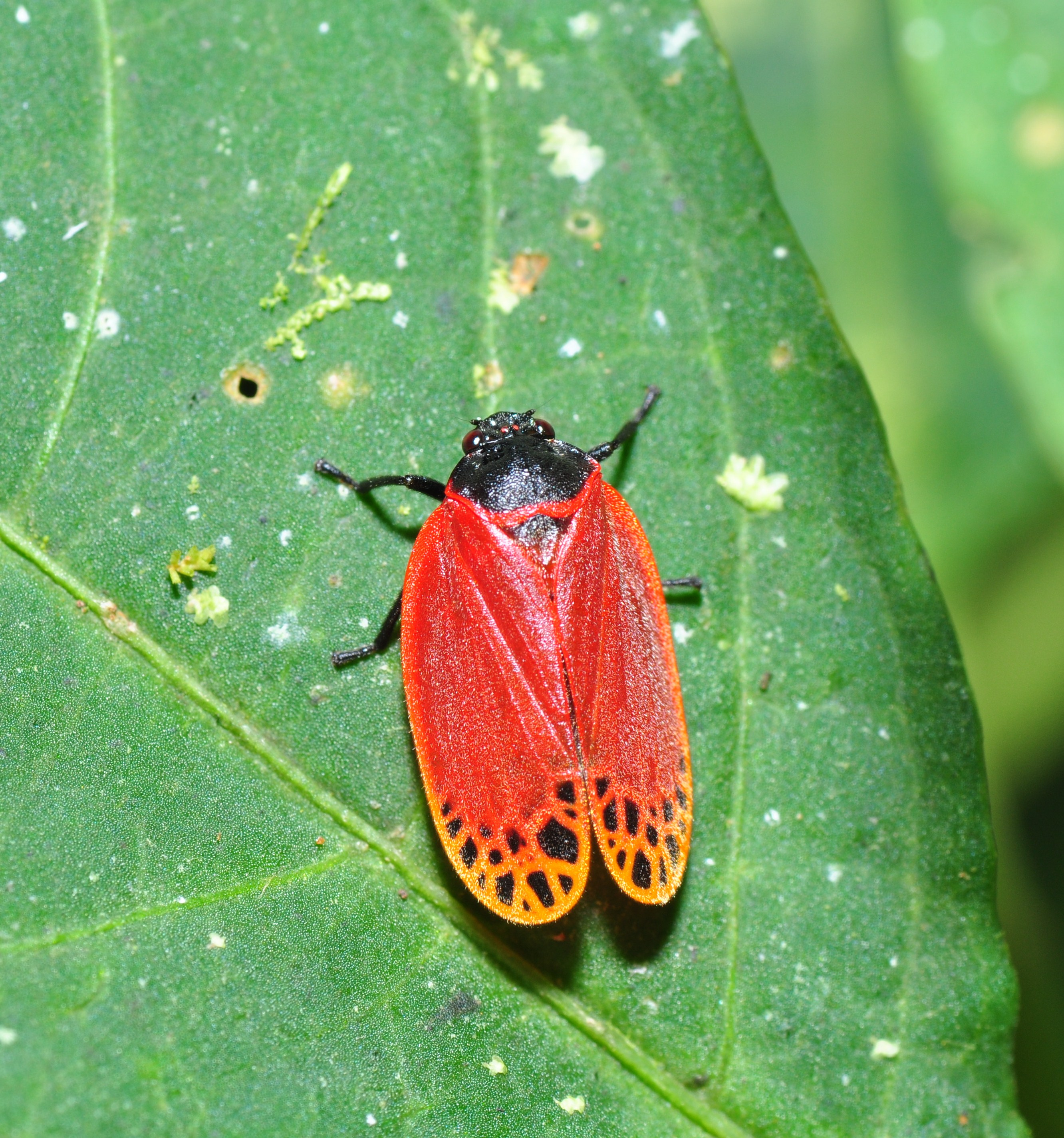
Niezidentyfikowany przedstawiciel rodziny

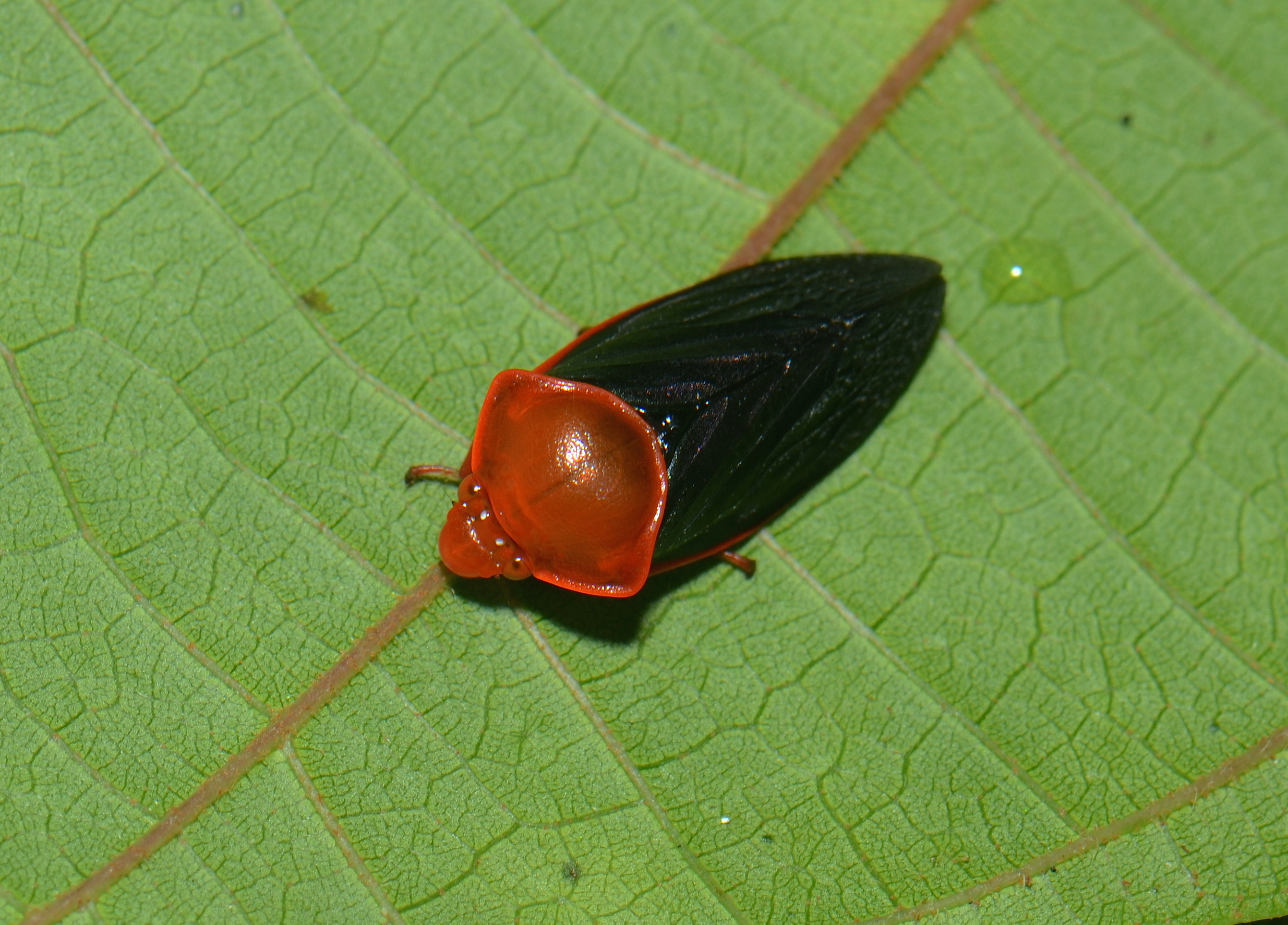
Leptataspis fuscipennis

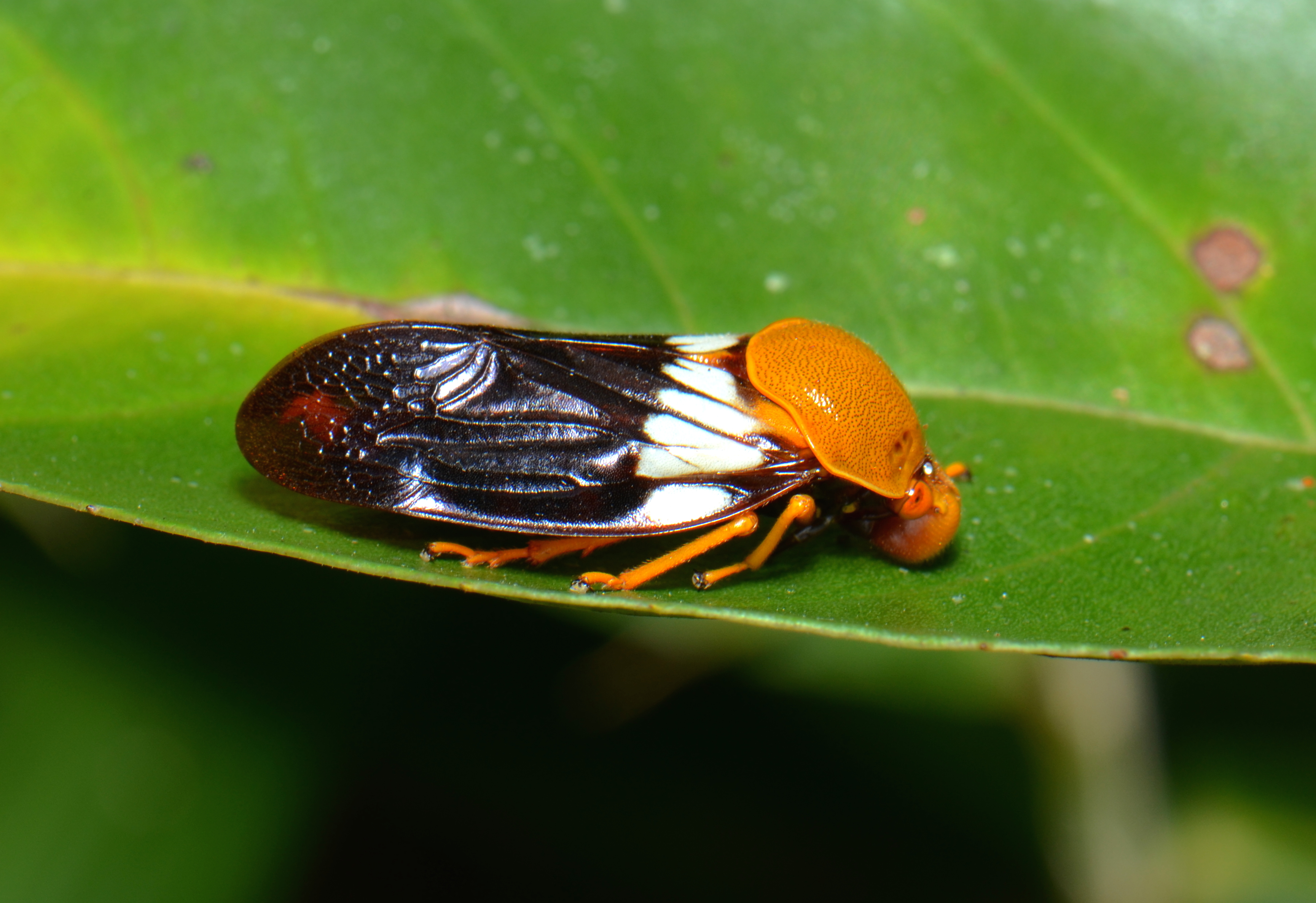
Niezidentyfikowany przedstawiciel rodziny

Przedstawiciele rodziny są fitofagami wysysającymi soki z drewna roślin. Larwy (nimfy) preferują zielne rośliny jednoliścienne (często z rodziny traw), zwłaszcza wiążące azot. Żerujące larwy kryją się w ślinopodobnej pianie, która chroni je przed drapieżnikami, pasożytami i przesuszeniem. Wydzielana ta jest produkowana przez przewód pokarmowy, a w jej skład wchodzą wytwarzane w cewkach Malpighiego białka i mukopolisacharydy. Piana krasankowatych przypomina tą u pienikowatych i ma grubsze pęcherzyki niż ta u Clastopteridae.
Rodzina jest taksonem kosmopolitycznym. W Europie Środkowej występuje 5 gatunków z 2 rodzajów, przy czym w Polsce stwierdzono tylko 2 gatunki krasanek: natrawkę i przepaskówkę.

## Systematyka i filogeneza
Krasankowate należą do nadrodziny Cercopoidea, w obrębie której najbliżej spokrewnione są z kladem obejmującym pienikowate i Epipygidae. Wyewoluowały w kredzie. Szczerbakow na podstawie zapisu kopalnego oszacował czas rozejścia się ich linii ewolucyjnej na około 100 milionów lat temu, natomiast wyniki analiz molekularnych wskazują, że miało to miejsce między 122 a 168 milionami lat.
Fennah w 1968 podzielił krasankowate na dwie podrodziny: Cercopinae i Ischnorhininae, ale dane morfologiczne i molekularne wskazują, że tylko ta druga jest taksonem monofiletycznym. W sumie do krasankowatych zalicza się około 1500 opisanych gatunków, zgrupowanych w rodzajach:
- Abidama Distant, 1908
- Aeneolamia Fennah, 1949
- Alluaudensia Lallemand, 1920
- Amberana Distant, 1908
- Ambonga Melichar, 1915
- Anoplosnastus Schmidt, 1910
- Anyllis Kirkaldy, 1906
- Aracamunia Fennah, 1968
- Aufidus Stål, 1863
- Augustohahnia Schmidt, 1920
- Baetkia Schmidt, 1920
- Baibarana Matsumura, 1940
- Bandisia Stål, 1866
- Blötea Lallemand, 1957
- Bourgoinrana Soulier-Perkins, 2012
- Bradypteroscarta Lallemand, 1949
- Callitettix Stål, 1865
- Caloscarta Breddin, 1903
- Carachata Carvalho & Sakakibara, 1989
- Carpentiera Lallemand, 1954
- Catrimania Fennah, 1968
- Cercopicesa Koçak & Kemal, 2008
- Cercopis Fabricius, 1775
- Chinana Lallemand, 1927
- Choconta Fennah, 1979
- Clypeocarta Lallemand & Synave, 1955
- Colsa Walker, 1857
- Considia Stål, 1865
- Cosmoscarta Stål, 1869
- Delassor Fennah, 1949
- Deois Fennah, 1949
- Deoisella Costa & Sakakibara, 2002
- Dulitana Lallemand, 1939
- Ectemnocarta Lallemand, 1939
- Ectemnonotops Schmidt, 1910
- Ectemnonotum Schmidt, 1909
- Eoscarta Breddin, 1902
- Eubakeriella Lallemand, 1923
- Euglobiceps Lallemand, 1923
- Euryaulax Kirkaldy, 1906
- Euryliterna Blöte, 1957
- Ferorhinella Carvalho & Webb, 2004
- Funkhouseria Lallemand, 1938
- Guarania Nast, 1950
- Gynopygocarta Lallemand, 1930
- Gynopygoplax Schmidt, 1909
- Haematoloma Haupt, 1919
- Haematoscarta Breddin, 1903
- Helioscarta Lallemand, 1956
- Hemiaufidus Schmidt, 1920
- Hemibandusia Schmidt, 1920
- Hemicercopis Schmidt, 1920
- Hemieoscarta Lallemand, 1949
- Hemiliterna Lallemand, 1949
- Hemiplagiophleboptena Lallemand, 1949
- Hemitomaspis Lallemand, 1949
- Hemitrichoscarta Lallemand & Synave, 1961
- Hemitriecphora Lallemand, 1949
- Heteroliterna Lallemand, 1949
- Homalogrypota Schmidt, 1920
- Homalostethus Schmidt, 1910
- Huaina Fennah, 1979
- Hyalotomaspis Lallemand, 1949
- Hyboscarta Jacobi, 1908
- Iphirhina Fennah, 1968
- Ischnorhina Stål, 1869
- Isozulia Fennah, 1953
- Jacobsoniella Melichar, 1914
- Janssensia Lallemand, 1954
- Jeanneliensia Lallemand, 1920
- Kanaima Distant, 1909
- Kanoscarta Matsumura, 1940
- Kanozata Matsumura, 1940
- Korobona Distant, 1909
- Kotozata Matsumura, 1940
- Kuscarta Matsumura, 1940
- Laccogrypota Schmidt, 1920
- Lamprochlamys Fennah, 1966
- Lehina Melichar, 1915
- Leptataspis Schmidt, 1910
- Leptoliterna Lallemand, 1949
- Leptynis Jacobi, 1921
- Lieftinckana Lallemand & Synave, 1955
- Liorhinella Haglund, 1899
- Literna Stål, 1866
- Locris Stål, 1866
- Luederwaldtia Schmidt, 1922
- Lujana Lallemand, 1954
- Machadoa Lallemand & Synave, 1952
- Mahanarva Distant, 1909
- Makonaima Distant, 1909
- Marcion Fennah, 1951
- Maxantonia Schmidt, 1922
- Megastethodon Schmidt, 1910
- Mioscarta Breddin, 1901
- Monecphora Amyot & Serville, 1843
- Moultoniella Lallemand, 1923
- Neocercopis Lallemand, 1932
- Neolaccogrypota Lallemand, 1924
- Neomonecphora Distant, 1909
- Neoporpacella Lallemand & Synave, 1961
- Neosphenorhina Distant, 1909
- Nesaphrogeneia Kirkaldy, 1907
- Nesaulax Jacobi, 1917
- Notozulia Fennah, 1968
- Okiscarta Matsumura, 1940
- Olcotomaspis Lallemand, 1949
- Opistharsostethus Schmidt, 1911
- Orodamnis Fennah, 1953
- Orthorhinella Schmidt, 1910
- Oxymegaspis Schmidt, 1911
- Pachacanthocnemis Schmidt, 1910
- Pachypterinella Lallemand, 1927
- Panabrus Fennah, 1953
- Paphnutius Distant, 1916
- Paracercopis Schmidt, 1925
- Paraliterna Lallemand, 1949
- Paralocris Lallemand, 1949
- Paramioscarta Lallemand, 1949
- Paramonecphora Lallemand & Synave, 1954
- Parapisidice Lallemand, 1949
- Petyllis Kirkaldy, 1906
- Phlebarcys Schmidt, 1910
- Phymatostetha Stål, 1870
- Pisianax Jacobi, 1921
- PisidiceJacobi, 1912
- Plagiophleboptena Schmidt, 1910
- Poeciloterpa Stål, 1870
- Pogonorhinella Schmidt, 1910
- Porpacella Schmidt, 1910
- Prosapia Fennah, 1949
- Pseudaufidus Blöte, 1957
- Pseudeoscarta Lallemand, 1933
- Pseudocercopis Schmidt, 1920
- Pseudomachaerota Melichar, 1915
- Radioscarta Lallemand, 1923
- Rhinastria Kirby, 1891
- Rhinaulax Amyot & Serville, 1843
- Schistogonia Stål, 1869
- Serapita Schmidt, 1909
- Simeliria Schmidt, 1909
- Simorhina Jacobi, 1908
- Sphenoclypeana Lallemand & Synave, 1952
- Sphenorhina Amyot & Serville, 1843
- Stenaulophrys Jacobi, 1921
- Straelenia Lallemand & Synave, 1955
- Suracarta Schmidt, 1909
- Synavea Lallemand, 1955
- Tadascarta Matsumura, 1940
- Tapaiuna Fennah, 1968
- Telogmometopius Jacobi, 1921
- Thoodzata Distant, 1908
- Tiodus Nast, 1950
- Tomaspis Amyot & Serville, 1843
- Tomaspisina Distant, 1909
- Tomaspisinella Lallemand, 1927
- Trichoscarta Breddin, 1902
- Triecphorella Nast, 1933
- Tropidorhinella Schmidt, 1910
- Typeschata Schmidt, 1920
- VigilantiusDistant, 1916
- Villiersana Lallemand, 1942
- Vorago Fennah, 1949
- Zuata Fennah, 1968
- Zulia Fennah, 1949